# Academia Regală Suedeză de Științe
Academia Regală Suedeză de Științe (original: Kungliga Vetenskapsakademien, „KVA”) este una dintre Academiile Regale din Suedia. Academia este o organizație științifică independentă, neguvernamentală care dorește să promoveze științele, în general științele naturale și matematica. Structura actuală a academiei a fost fixată în anul 1820 de savantul Jöns Jakob Berzelius.
Academia a fost fondată pe 2 iunie 1739 de către următoarele persoane: Carl Linnaeus, Jonas Alströmer, Mårten Triewald, Sten Carl Bielke, Carl Wilhelm Cederhielm și Anders Johan von Höpken.
Unul din primii membri străini ai academiei a fost astronomul iezuit Maximilian Hell, inițial profesor la Colegiul Academic din Cluj. Hell a devenit membru al Academiei Regale Suedeze de Științe în anul 1771, după ce a calculat distanța de la Pământ la Soare.
Academia Regală Suedeză de Științe este cunoscută pentru decernarea Premiilor Nobel pentru fizică și chimie.